# Ligne de chemin de fer Falkenberg–Beeskow West
La ligne de chemin de fer Falkenberg-Beeskow West est une ligne secondaire du Land Brandebourg connue sous le nom de chemin de fer Niederlausitzer. 
Elle commence au nœud ferroviaire de Falkenberg (Elster) et mène à Beeskow en passant par Luckau et Lübben. À Beeskow, elle rencontre la ligne de chemin de fer Grunow-Königs Wusterhausen, qui continue jusqu'à Francfort (Oder). La ligne traverse les districts d'Elbe-Elster, Dahme-Spreewald et Oder-Spree et, à l'exception de la première section, la majorité de la région éponyme de Basse-Lusace. Aujourd'hui, elle est uniquement utilisée dans le transport de marchandises pour exploiter plusieurs voies de garage et appartient à la Deutsche Regionaleisenbahn (DRE) . 

## Histoire
Propriété : 
- 1898 : Niederlausitzer Eisenbahn AG
- 1948 : Autorité des transports du Brandebourg
- 1949 : Deutsche Reichsbahn
- 1994 : Deutsche Bahn AG
- 1998 : Deutsch Regionaleisenbahn GmbH

### Niederlausitzer Eisenbahn AG (NLE AG)

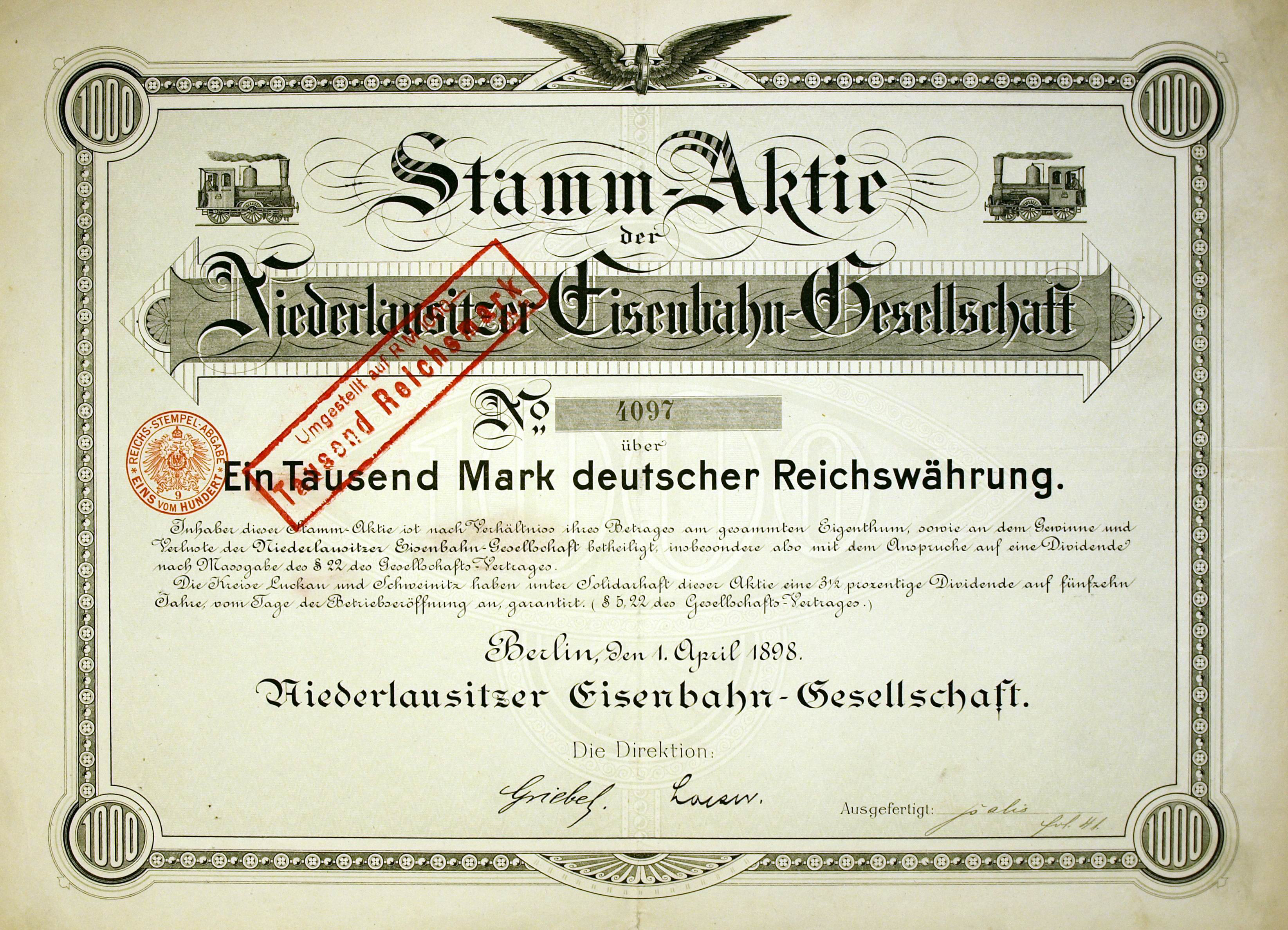
Action ordinaire de plus de 1000 Mark de la compagnie de Niederlausitzer Eisenbahn datant du 1er avril 1898

Le premier tronçon du chemin de fer Niederlausitzer a été ouvert le 20 décembre 1897. Il s'agissait de la section Uckro sud- Luckau. Puis le 15 mars 1898, le tronçon de ligne Falkenberg / Elster - Lübben Hp était établi en continu, de telle sorte que l'exploitation de la ligne de chemin de fer de Niederlausitzer put commencer le 1er avril 1898. La section restante jusqu'à Beeskow ouest suivit le 24 novembre 1901. La société NLE, qui était détenue majoritairement par les arrondissements de Schweinitz, Luckau et Lübben, a dû affronter dès le début des difficultés financières. Ce n'est que pendant la Seconde Guerre mondiale que la voie de chemin de fer a connu une augmentation du trafic de fret par les usines de munitions de Rochau, Spreewerk Lübben et Krugau qui se trouvaient le long de la ligne, ainsi que par sa connexion à l'aérodrome d'Alteno. Après la fin de la guerre, ces voies d’évitement ont dû être démantelées en tant que réparations à l’ URSS. 
Peu de temps avant la fin de la seconde guerre mondiale, le 25   avril 1945, le pont Spreebrücke à Briescht a explosé, de sorte que le trafic ferroviaire a dû être arrêté. En 1948, le trafic ferroviaire a pu reprendre à nouveau entre Lübben et le pont Spreebrücke à Briescht ainsi que de la côte est du Spree jusqu'à Beeskow ouest, même si le pont Spreebrücke était toujours fermé et que les voyageurs devaient parcourir les 400 mètres restants à pied. Le pont a ensuite été reconstruit en 1951, de sorte qu'une circulation continue de Lübben-Beeskow ouest était possible. 

### Reichsbahn allemand (DR)
Il n'y avait presque pas de trains continus sur la NLE. En règle générale, les trains exploités après le transfert de vers la Deutsche Reichsbahn de Falkenberg / Elster à Luckau ou de Lübben gare centrale et de Luckau ou Lübben sud à Beeskow. Le service de train était relativement élevé entre Falkenberg / Elster et Herzberg (Elster) et entre Uckro et Lübben pour une ligne secondaire dans les zones rurales. 